# Чилікумвендо
Чилікумве́ндо (англ. Chilikumwendo) — традиційна громада у складі дистрикту Дедза Центрального регіону Малаві.
Населення — 78860 осіб (2018).